# 孫綻
孫綻（Sean Sun，1988年9月4日—），台灣男演員，曾客串演出電影《那些年，我們一起追的女孩》。2020年以《無主之子》入圍第55屆金鐘獎迷你劇集／電視電影男配角獎。

## 生平
孫綻生於高雄，自小父母離異，跟著母親在瑞豐夜市擺攤。高中時期，是校園風雲人物，參與多個社團包含熱音社、籃球隊等，逐漸發掘自身對表演、運動的興趣。孫綻文化大學就讀時期加入加入籃球校隊打進HBL乙組高雄北區冠軍。

## 作品
2010年參與《那些年，我們一起追的女孩》演出。
參與無主之子演出後於2020年入圍金鐘獎最佳男配角。
2021年參與數個戲劇作品演出，包含電視劇弓蕉園的秘密、神將少女八家將、第三布局 塵沙惑及電影衝吧！周大隆。

## 提名紀錄
| 年份   | 頒獎典禮           | 獎項                       | 影片         | 角色   | 結果 |
| ------ | ------------------ | -------------------------- | ------------ | ------ | ---- |
| 2020年 | 第55屆金鐘獎       | 迷你劇集／電視電影男配角獎 | 《無主之子》 | 阮晉海 | 提名 |
| 2020年 | 第25屆亞洲電視大獎 | 最佳男配角獎               | 《無主之子》 | 阮晉海 | 提名 |

## 外部連結
- 孫綻的Facebook專頁
- 孫綻的Instagram帳戶